# Wichelen
Wichelen és un municipi belga de la província de Flandes Oriental a la regió de Flandes. Està compost per les seccions de Wichelen, Schellebelle i Serskamp.

## Personatges il·lustres
- Sylvain Grysolle, ciclista.